# عنبرماهی دم‌زرد
عنبرماهی دم‌زرد (نام علمی: Seriola lalandi) نام یک گونه از سرده عنبرماهی‌ها است.